# 杏ジュリア
杏 ジュリア（あん ジュリア、2004年1月15日 - ）は、日本のアイドル、女優。超ときめき♡宣伝部のメンバー。東京都出身。スターダストプロモーション所属。

## 略歴
4歳からバレエを習い始め、10年間続ける。
中学3年生の時に原宿でスカウトされ事務所入り。事務所入りから数ヶ月後の2018年10月14日、二代目ときめき♡パープルとしてときめき♡宣伝部（現 超ときめき♡宣伝部）に加入（出席番号は5）。
2020年4月1日、超ときめき♡宣伝部へのグループ名改名に伴い、担当カラーが超ときめき♡パープルに、出席番号も5から変更され藤本ばんびから2を受け継いだ。
2021年7月、ミュージカル「『オープニングナイト』 〜桜咲高校ミュージカル部〜」にエリカ役で出演。11月の再演にも出演した。
2022年12月・2023年1月、ラブライブ!シリーズのミュージカル「スクールアイドルミュージカル」に北条ユキノ 役で出演。2023年8月の初演 追加公演、2024年1月の2024年公演にも同役で出演した。2023年12月には、「スクミュ」出演者として、ライブイベント「異次元フェスアイドルマスター★♥ラブライブ！歌合戦」で東京ドームのステージに立った。
2023年1月15日、超ときめき♡宣伝部のメンバー中で初となる個人Twitterを開設。
2024年11月-12月に放送されたテレビドラマ「ラブライブ!スクールアイドルミュージカル the DRAMA」（毎日放送ほか）に北条ユキノ 役として連続ドラマ初出演。スクールアイドルミュージカルの2025年2月公演・4月公演にも同役で出演した。
2025年1月16日、21歳の誕生日翌日にソロ曲「うぬぼれくらいでいいじゃない」（作詞：常楽寺澪、作曲：石黑剛・常楽寺澪、編曲：石黑剛）を配信リリースした。

## 人物
ラブライブ!シリーズのミュージカル『スクールアイドルミュージカル』で北条ユキノ 役を2022年の初演から務める。
杏は4歳から10年間バレエを習い、プロを目指し海外遠征に参加するほどの実力であった。2018年にときめき♡宣伝部（現 超ときめき♡宣伝部）に加入してからも杏ジュリアのダンスにバレエの動きが採用されることがある。2021年のミュージカル「『オープニングナイト』 〜桜咲高校ミュージカル部〜」にエリカ 役で出演すると、2022年には『スクールアイドルミュージカル』に北条ユキノ 役で出演することが決まった。演ずる北条ユキノは伝統と格式・品格を重んじる進学校「椿咲花女子高校」の高校1年生で、高校の理事長の娘であり1学年上の「椿ルリカ」に心酔に近い憧れの感情を抱く役柄である。ミュージカルには初演の2022年12月・2023年1月公演、2023年8月公演、2024年1月公演、2025年2月・4月公演に出演しており、『スクールアイドルミュージカル』の音楽作品として発売されたシングルやアルバムにも参加している。2023年12月に「スクミュ」出演者としてライブイベント「異次元フェスアイドルマスター★♥ラブライブ！歌合戦」で東京ドームのステージに立った。2024年秋には連続ドラマ初出演となるテレビドラマ『ラブライブ!スクールアイドルミュージカル the DRAMA』（毎日放送ほか）に出演した。
- 趣味はバレエ、旅行、ゴルフ、ストレッチ、創作料理、歌うこと。
- 特技はバレエ、柔軟、ウインク、ぷく顔、スプーン曲げ[1]。
- 好きな言葉は「努力は必ず報われる」。
- チャームポイントは、長いまつ毛[10]。
- 人見知りな性格で、グループ加入当初は恥ずかしくてメンバーの名前が呼べず、肩をトントンして話しかけていた。[11]
- 私立恵比寿中学の安本彩花を推していて、グッズも購入している。[12]
- 幼稚園生の頃の夢は「マイメロディになること」だった。[13]
- フルーツ飴がマイブームになり、家で自分でぶどう飴といちご飴を作ったことがある[14]。
- 好きな食べ物はアイスクリーム、パスタ、お芋。
- 大好きなお芋は、さつまいも博に何度か行っていて、2024年から「さつまいも博♡宣伝部」としてさつまいも博アンバサダーを務めている[15]。
- 16Personalities(mbti)はENFJ
- 「ボラーノ」（♂、リンゴの妖精）と「アピーノ」（♀、アイスの妖精）という自作キャラクターがいる[16]。
- 2022年1月15日、中島美嘉「雪の華」の歌ってみた動画を公開した[17]。
- 2023年1月15日、Official髭男dism「Subtitle」の歌ってみた動画を公開した[18]。
- 2023年3月25日、HoneyWorks「シス×ラブ」の歌ってみた動画を超ときめき♡宣伝部メンバーの菅田愛貴と共に公開した[19]。
- 2024年1月14日、宇多田ヒカル「First Love」[20]、HoneyWorks「すきっちゅーの!(feat.かぴ)」[21]の歌ってみた動画を公開した。

## 出演
※ 超ときめき♡宣伝部（旧 ときめき♡宣伝部）、STAR PLANET（旧 STARDUST PLANET）としての出演はそれぞれのページを参照。

### テレビ番組
- 新冒険ラストベガス（2022年9月21日、日本テレビ系列）
- あざとくて何が悪いの?（2023年4月30日、5月7日、テレビ朝日系列）- ミニドラマ「あざといタイプAtoZ」- 彩 役
- ラヴィット!（2025年6月6日、7月9日、TBS系列）

### テレビドラマ
- ラブライブ!スクールアイドルミュージカル the DRAMA（2024年11月22日 - 12月27日、毎日放送） - 北条ユキノ 役[22]

### 舞台
- ミュージカル「オープニングナイト 〜桜咲高校ミュージカル部〜」（2021年7月8日 - 11日、東京・日本青年館ホール） - エリカ 役[23]
  - 2021年11月1日 - 7日、新国立劇場 中劇場にて再演
- ミュージカル「ラブライブ！スクールアイドルミュージカル」 （2022年12月10日 - 15日、東京・新国立劇場 中劇場） - 北条ユキノ 役（椿咲花女子高等学校）[24]
  - 2023年1月25日 - 29日、大阪・梅田芸術劇場 メインホールにて再演
  - 2023年8月3日 - 6日、日本青年館ホール（ツアーバージョン）
  - 2024年1月11日 - 21日、THEATER MILANO-Za [25]
  - 2025年2月9日 - 19日、日本青年館ホール[26]
  - 2025年4月4日 - 6日、大阪新歌舞伎座[26]
  - 2022年12月30日、ラジオ ニッポン放送「ラブライブ！シリーズのオールナイトニッポンGOLD」に出演
  - 2023年12月9日 - 10日、異次元フェスアイドルマスター★♥ラブライブ！歌合戦(東京ドーム)にゲスト出演
  - 「スクールアイドルミュージカル」のシングル『未完成ドリーム！』やアルバムにも参加
    - アルバム『スクールアイドルミュージカル』（04.夢見る世界 / 09.きらりひらり舞う桜 Reprise / 12.平凡な未来 / 14.発足！椿咲花アイドル部 / 19.深まる仲 / 22.君と見る夢 / 23.君と見る夢 Reprise / 26.ゆめの羅針盤（コンパス） / 27.真っ白なキャンバス / 29.君と見る夢（文化祭 Ver.） / 30.ゆめの羅針盤（文化祭 Ver.））
    - アルバム『椿滝桜女学院高等学校スクールアイドル部 後夜祭アルバム！』（02.応援してね♡ / 06.あなたに夢ちゅう / 09.この先もずっと / 12.夢はドコカラ）

### 雑誌
- Top Yell NEO 2021 SPRING（2021年3月31日、Top Yell NEO編集部）
- Idol Beauty Book season3（2022年12月13日、主婦の友社）[27]
- CanCam 2025年7月号（2025年5月22日、小学館）[28]

### WEB
- 朝恋days-きっとカワイイ！FRESH GIRL-#95（2021年5月17-21日、B.L.T. web）[29][30][2][31][32]

### イベント
- 「男・組長祭2021」「女・組長祭2021」（2021年10月16日・17日、渋谷区文化総合センター大和田 さくらホール） - 吉川ひよりとMCを担当
- 「AYAKARNIVAL 2021」（2021年11月17日、日本武道館） - 超ときめき♡宣伝部としての出演のほか、高城れに・吉川ひよりとの3人組グループ「らんち♡たいむ」としてオープニングアクトにも出演。
- さつまいも博アンバサダー「さつまいも博♡宣伝部」（2024年 - ）
  - 超芋まつり（2024年11月1日、等々力緑地） - オープニングセレモニー
  - 夏のさつまいも博2025（2025年8月7日、幕張メッセ）[33]

### 生誕祭
1. 2019年1月20日 - 二代目ときめき♡パープル ジュリア生誕祭（東京・山野ホール）
2. 2020年2月1日 - 二代目ときめき♡パープル ジュリア生誕祭　「JULIARENA 2020」（東京・ヴィーナスフォート）
3. 2021年1月31日 - 超ときめき♡パープル 杏ジュリア生誕祭　「JULIARENA 2021」 ※無観客生配信ライブ
4. 2022年1月15日 - 杏ジュリア生誕祭 ※YouTubeトーク生配信♡[34]
5. 2023年1月15日 - 杏ジュリアバースデイパーティー生配信♡[35]
6. 2024年1月14日 - 杏ジュリア誕生日生配信♡ #とき宣ジュリア誕生日[36][37]
7. 2025年1月15日 - 杏ジュリア誕生日生配信♡ #とき宣ジュリア生誕祭[38]

### その他
- あずさ第一高等学校 学校案内2022年度版（2021年7月 - 2022年6月）

## 超ときめき宣伝部としての活動
担当カラーは、超ときめき♡パープル。出席番号は2。(加入当初は5)
公式ファンクラブ「超ときめき♡宣伝本部」でメンバーコンテンツ「とき宣新聞部」を毎週火曜日に更新している。
“二代目ときめき♡パープル”として入部した際にブログで「この色をいただいた事を誇りにして大切に守っていきたいと思います。一生懸命頑張りますので応援してくれたら嬉しいです」と語っている。入部してから約5カ月後のインタビューでは「デビューしたての頃は『Chocolate Truffe』という曲の中のメンバーの名前を叫ぶパートですら、みんなのことを呼ぶのに緊張しちゃって。でも、遠征などで一緒にいる時間が長くなるにつれて少しずつ打ち解けたかなと思います。今は名前を呼ぶのも緊張しなくなりました。」とコメントしている。
楽曲「ときめき♡宣伝部のVICTORY STORY」のMVでは、学校の部活動“ときめき♡宣伝部”の新入部員である杏をほかのメンバーが先輩部員として支えつつ、6人が活動する様子が描かれた。
2020年の印象的な出来事に、としまえんでのラストステージを務めたことを挙げ「私が初めてとしまえんさんに行ったのが、私が初めてのMV撮影の時で、それもあってすごく思い入れがあるので、としまえんさんがなくなってしまうと聞いた時はすごく悲しかったんです」とコメントした。